# Диановка (Донецкая область)
Диа́новка (укр. Діанівка, до 2016 года — Ки́ровское) — село (до 2011 года — посёлок) в Волновахском районе Донецкой области Украины.
Население по переписи 2001 года составляло 1026 человек. Почтовый индекс — 85783. Телефонный код — 6244. Код КОАТУУ — 1421583101.

## Местный совет
85783, Донецкая обл., Волновахский р-н, с. Диановка, ул. Мира, 1а  (укр.)